# Alfred Jacoby

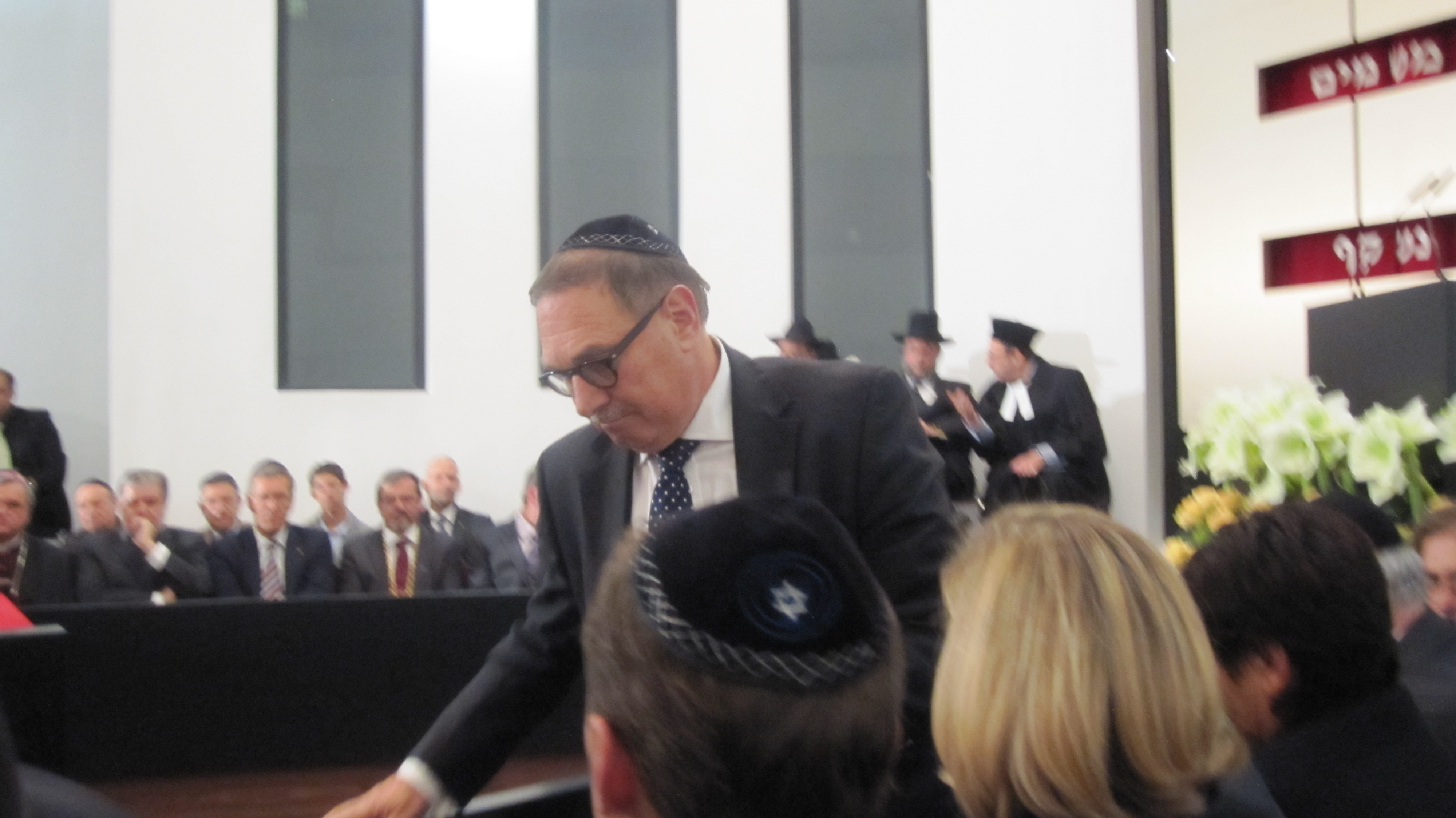
Alfred Jacoby bei der Einweihung der Synagoge Beith-Schalom in Speyer

Alfred Jacoby (* 1950) ist ein deutscher Architekt und Autor sowie Vorsteher der jüdischen Gemeinde in Offenbach am Main.

## Werk

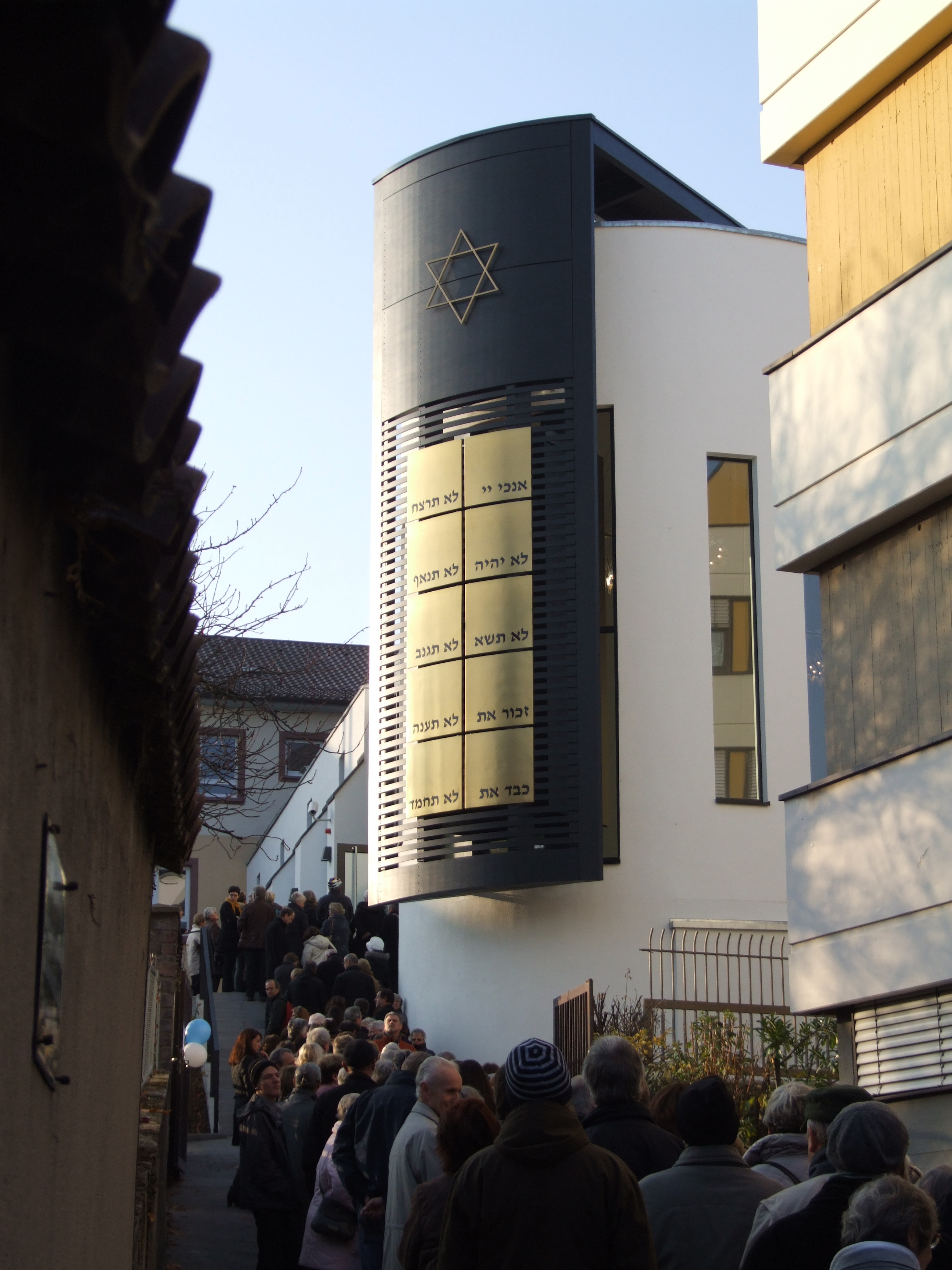
Die Synagoge Beith-Schalom in Speyer

### Bauten
- 1988: Neue Synagoge in Darmstadt, Wilhelm-Glässing-Straße[2]
- 1994: Synagoge Heidelberg[3]
- 1995: Neue Synagoge in Aachen[4]
- 1997: Umgestaltung der 1956 von Hermann Zvi Guttmann erbauten Synagoge der jüdischen Gemeinde in Offenbach am Main[1]
- 2000: Neue Synagoge in Kassel[5]
- 2002: Neue Synagoge Chemnitz[6]
- 2008: Neue Synagoge in Park City in Utah[7]
- 2008–2010: Erweiterung der Synagoge Osnabrück, 1967/1969 von Hermann Zvi Guttmann errichtet
- 2011: Synagoge Beith-Schalom in Speyer[8]
- 2013: Trauerhalle des Jüdischen Friedhofs Riensberg in Bremen
- 2023: Weill-Synagoge in Dessau-Roßlau[9]

### Schriften
- Mario Lorenz, Monika Finger (Kurator, Red. des Kataloges), Alfred Jacoby (Ill.): In einem neuen Geiste. Synagogen von Alfred Jacoby. In: Aktuelle Galerie des Deutschen Architektur-Museums, 4. Dezember 2002 – 9. Februar 2003
- Alfred Jacoby: In a new spirit, Übersetzung ins Englische, Frankfurt am Main 2002